# Primera División (Uruguay) 1943
Die Saison 1943 der Primera División war die 40. Spielzeit (die 12. der professionellen Ära) der höchsten uruguayischen Spielklasse im Fußball der Männer, der Primera División.
Die Primera División bestand in der Meisterschaftssaison des Jahres 1943 aus zehn Vereinen, deren Mannschaften in den insgesamt 90 Meisterschaftsspielen jeweils zweimal aufeinandertrafen. Es fanden 18 Spieltage statt. Die Meisterschaft gewann Nacional Montevideo als Tabellenerster vor Peñarol Montevideo und dem Club Sportivo Miramar als Zweitem und Drittem der Saisonabschlusstabelle. Als Tabellenletzter stiegen die Rampla Juniors aus der Primera División ab. Torschützenkönig wurde mit 18 Treffern Atilio García.

## Jahrestabelle
| Pl. | Verein                    | Sp. | S  | U | N  | Tore    | Diff. | Punkte |
| --- | ------------------------- | --- | -- | - | -- | ------- | ----- | ------ |
| 1.  | Nacional Montevideo (M)   | 18  | 15 | 2 | 1  | 057:230 | +34   | 32     |
| 2.  | Peñarol Montevideo        | 18  | 12 | 3 | 3  | 061:220 | +39   | 27     |
| 3.  | Club Sportivo Miramar (N) | 18  | 8  | 1 | 9  | 029:450 | −16   | 17     |
| 4.  | Club Atlético Defensor    | 18  | 6  | 4 | 8  | 027:320 | −5    | 16     |
| 5.  | Montevideo Wanderers      | 18  | 6  | 4 | 8  | 028:350 | −7    | 16     |
| 6.  | Liverpool FC              | 18  | 6  | 3 | 9  | 028:360 | −8    | 15     |
| 7.  | Central                   | 18  | 6  | 3 | 9  | 030:410 | −11   | 15     |
| 8.  | Racing Club de Montevideo | 18  | 6  | 3 | 9  | 028:460 | −18   | 15     |
| 9.  | Sud América               | 18  | 5  | 4 | 9  | 027:330 | −6    | 14     |
| 10. | Rampla Juniors            | 18  | 5  | 3 | 10 | 028:300 | −2    | 13     |

| (M) | Meister der vorangegangenen Saison  |
| (N) | Aufsteiger aus der Segunda División |